# Brachymeria aegyptiaca
Brachymeria aegyptiaca is een vliesvleugelig insect uit de familie bronswespen (Chalcididae). De wetenschappelijke naam is voor het eerst geldig gepubliceerd in 1931 door Masi.